# Cappuccetto rosso sangue
Cappuccetto rosso sangue (Red Riding Hood) è un film del 2011 diretto da Catherine Hardwicke e liberamente ispirato alla fiaba Cappuccetto Rosso.

## Trama
Valerie è una bellissima ragazza contesa tra due uomini: innamorata di Peter, suo amico di infanzia, ma promessa in matrimonio a Henry. I due, Valerie e Peter, non volendo rinunciare al loro amore, decidono di fuggire, ma la morte della sorella di Valerie per mano di un lupo mannaro, che si aggira nella foresta intorno al loro villaggio, impedisce il loro piano. Per anni gli abitanti del villaggio hanno mantenuto una tregua con la bestia, offrendo in sacrificio un animale al mese. Ma il lupo alza la posta, uccidendo la sorella di Valerie. In preda alla disperazione, la gente del villaggio chiama il cacciatore di lupi mannari, Padre Solomon, nella speranza di potersi liberare della maledizione. Tuttavia, gli uomini più valorosi del villaggio decidono di partire immediatamente per una spedizione punitiva contro il lupo. Durante questa battuta di caccia uno degli uomini resta ucciso: il padre di Henry.
L'arrivo nel frattempo di Padre Solomon porta conseguenze non previste: il cacciatore rivela infatti che il lupo, durante il giorno, assume sembianze umane e che quindi ogni singolo cittadino del posto potrebbe essere la bestia. Inoltre, rivela che quell'anno si è verificato un raro allineamento astrale, noto come luna di sangue: chi venga morso dal lupo non morirà, ma diventerà lupo egli stesso. Durante un assalto del lupo al villaggio Valerie scopre di poter comunicare con lui, ed esso le rivela di volerla portare via con sé. In quell'occasione il lupo uccide diverse persone nel villaggio e ferisce con una zampata in viso la madre di Valerie. Denunciata dall'amica Roxanne nella speranza di salvare il fratello Claude, che ha una disabilità dello sviluppo, catturato e torturato dalle guardie di Solomon quale adoratore del demonio, Valerie viene imprigionata come strega e offerta in sacrificio da Padre Solomon al lupo. Tuttavia la ragazza riesce a sfuggirgli, con l'aiuto dei suoi due pretendenti e della gente del villaggio. Nell'assalto di quella notte, persino Padre Solomon cade sotto le fauci della bestia.
Valerie, messa all'erta da un sogno premonitore, si reca a casa della nonna, nella foresta, dove scopre che il lupo è suo padre, Cesaire. Egli aveva atteso la luna di sangue per trasformare le due figlie, come suo padre aveva fatto con lui; tuttavia, scoprendo che la figlia maggiore non era in grado di comprenderlo quando trasformato, aveva capito di non esserne il padre e in un eccesso di furia l'aveva uccisa. Si era poi vendicato della moglie, sfregiandola con una zampata, e del suo amante (il padre di Henry) uccidendolo. Il lupo rivela anche di essere stato costretto a uccidere la propria madre, perché aveva intuito la verità.
Dopo aver rifiutato di condividere i poteri del genitore, Valerie e Peter lo uccidono e ne gettano il corpo nel lago, nascondendo per sempre la verità. Sfortunatamente, durante la lotta Peter è stato morso e contagiato, per cui decide di andarsene, per proteggere da sé Valerie. Trascorso un inverno, Peter ha imparato a controllare la sua nuova natura e torna da Valerie, che lo ha aspettato e si è nel frattempo trasferita a vivere nella casa della nonna.

## Produzione
Nell'agosto 2009 la rivista Variety riportò un comunicato stampa della casa cinematografica Appian Way di proprietà dell'attore Leonardo DiCaprio, nel quale si annunciava la futura realizzazione per il grande schermo di una «reinvenzione gotica» della fiaba di Cappuccetto Rosso intitolata The girl with the Red Riding Hood. A scrivere la sceneggiatura fu chiamato David Leslie Johnson, che aveva già in precedenza collaborato con la Appian in Orphan. Nel frattempo, DiCaprio smentì ogni voce riguardante il suo coinvolgimento nel ruolo d'attore nella pellicola. Pochi giorni dopo l'annuncio, la regia dell'opera fu affidata a Catherine Hardwicke, reduce dal successo internazionale di Twilight, e la Warner Bros. entrò nel progetto nel ruolo di studio coproduttore. Da un articolo di Slashfilm si apprendevano i primi dettagli generali della storia: un film di lupi mannari con allo sfondo una protagonista adolescente al centro di un triangolo amoroso.
Nel gennaio 2010, iniziò il processo di rimaneggiamento della sceneggiatura per mano della Hardwicke e di Johnson. I due consegnarono quindi allo studio una nuova versione il mese seguente, che fu descritta dal Los Angeles Times come un misto tra Twilight e Shutter Island. Comunque, dato che la Warner Bros. rivelò che il progetto era per la casa una priorità, la regista annunciò il suo impegno a lavorare appieno nella produzione per un periodo di diversi mesi sottostando comunque a un contratto stipulato in dicembre con la Summit Entertainment che la obbligava a lavorare al film Stay al termine del suo lavoro per la Warner.

### Cast
Da un articolo del Los Angeles Times si apprese come i produttori della Warner Bros. fossero molto interessati all'attrice Amanda Seyfried nel ruolo di protagonista, la quale in seguito confermò il proprio ingaggio all'edizione 2010 degli Academy Awards dopo un relativamente breve periodo di indiscrezioni.
In primavera il cast iniziò ad allargarsi dopo che la Warner Bros. aprì ufficialmente le prime sessioni di selezione degli attori; per la parte di Peter, un taglialegna orfano di genitori e di cui Cappuccetto rosso si innamorerà deludendo le aspettative della propria famiglia, fu inizialmente considerato Taylor Lautner poi scartato in favore di Shiloh Fernandez, che comunque fu confermato dopo sette provini a causa dell'indecisione dei produttori.
A Fernandez seguì a ruota dall'ingaggio di Julie Christie nella parte della nonna, Gary Oldman come il cacciatore di lupi e Max Irons nel ruolo di Henri, altro contendente amoroso della protagonista, figlio raffinato e dai bei modi di una famiglia aristocratica al quale è stata concessa in sposa Cappuccetto rosso da un accordo comune stipulato tra le due famiglie. Commentando il ruolo di Henry, la Hardwicke ha definito ideale la recitazione raffinata mostrata da Irons, ideale per la rappresentazione del volto enigmatico del personaggio che si scoprirà nel corso della storia e che secondo la regista «è una delle sorprese nel film» perché «lui [Henry] non è quello che credi di conoscere in superficie».
Per la selezione dei ruoli comprimari di Peter e Henri furono provinati diversi attori, dei quali otto furono scrutinati nella rosa finale per la due-giorni di audizione al palcoscenico, sfidandosi in stile «smack-down», tenuta dalla Hardwicke. Con pause intervallate tra un provino e l'altro, l'audizione finale tra gli otto candidati durò all'incirca 21 ore, e «fu selvaggia» come la definì in seguito la regista. Fernandez, che fu in passato uno dei quattro finalisti per il ruolo di Edward Cullen in Twilight, ottenne infine la parte di Peter secondo la Hardwicke dovuta alla sua intensità nella recitazione della sceneggiatura e per il suo fascino. Nei giorni dei provini, l'attore uscì con la Seyfried e tra i due ci fu uno screzio iniziale, secondo la regista forse dovuto a una cena non andata a buon fine, poi superato nel corso delle prove, dove la coppia dimostrò entusiasmo e passione.
Per il ruolo del lupo mannaro antagonista si era parlato di Vincent Cassel, dopo che la Seyfried in un'intervista per MTV dichiarò che l'attore indicato per la parte faceva di iniziali V e C- Si era fatto anche il nome di Lukas Haas, ma l'attore smentì la notizia quando a MTV spiegò d'esser stato scritturato come Padre Auguste, ovvero colui che «chiama il personaggio di Gary Oldman per salvarci dai lupi».

### Riprese
Le riprese sono iniziate a Vancouver il 21 luglio e sono durate due mesi circa, fino al 16 settembre.

## Colonna sonora
Nel luglio 2010, Brian Reitzell della Evolution Music Partners è stato incaricato della composizione della colonna sonora, della scrittura e della produzione dei brani all'interno presenti e della supervisione dell'intera realizzazione delle musiche.

## Promozione
Nella prima edizione settimanale del novembre 2010, la rivista Entertainment Weekly ha pubblicato le prime due immagini ufficiali del film ritraenti Amanda Seyfried nelle vesti di Cappuccetto Rosso. Il 17 dello stesso mese è stato distribuito il primo trailer, accompagnato da una provvisoria locandina e altre immagini promozionali.
Il 13 gennaio 2011 è stata pubblicata la versione definitiva della locandina, accompagnata da due foto della casa della nonna. Una settimana dopo, il 20, è stato distribuito il trailer per l'edizione americana definitivo da Apple.com.
A febbraio 2011 è stato pubblicato anche il full trailer in italiano

## Distribuzione
Nel maggio 2010 la Warner Bros., in un comunicato ufficiale nel quale venivano indicate le date d'uscita dei film più attesi del periodo post-2010, annunciò che Red Riding Hood sarebbe uscito negli Stati Uniti il 22 aprile 2011; data anticipata qualche tempo dopo, di circa un mese, all'11 marzo.
Il 13 gennaio 2011 fu annunciato Cappuccetto rosso sangue come titolo dell'edizione italiana. In Italia il film è uscito il 22 aprile 2011